# Pablo Anchieri
Pablo Sebastián Anchieri Zunino (Carmelo, 18 april 1989) is een Uruguayaans wielrenner en voormalig roeier.

## Carrière
Als roeier nam Anchieri in 2010 deel aan de Zuid-Amerikaanse Spelen. Drie jaar later nam hij deel aan het wereldkampioenschap in Chungju, waar hij in de lichte dubbel vier derde werd in de B-finale.
In 2017 won Anchieri, bij zijn derde deelname, de laatste etappe in de Ronde van Uruguay. Ruim twee maanden eerder was hij vierde geworden op het nationale kampioenschap op de weg.
Anchieri werd in 2019 Uruguayaans kampioen op de weg.

## Overwinningen
2017
10 etappe Ronde van Uruguay
2019
 Uruguayaan kampioen op de weg, Elite